# Tiburon (California)
Tiburon, è un centro abitato (Town) degli Stati Uniti d'America, situato nella contea di Marin dello Stato della California. Nel censimento del 2000 la popolazione era di 8 666 abitanti. Occupa gran parte dell'omonima penisola, che si protende verso sud nella Baia di San Francisco. La bellezza dei luoghi richiama persone di alto reddito, che stabiliscono a Tiburon la propria residenza, nonché molti turisti.